# Уччелло, Паоло
Па́оло Учче́лло, Паоло ди Доно (итал. Paolo Uccello, Paolo di Dono, Paolo Doni, detto Paolo Uccello, 15 июня 1397, Пратовеккьо или Флоренция — 10 декабря 1475, Флоренция) — итальянский художник: рисовальщик, живописец, мозаичист периода кватроченто (раннего итальянского Возрождения) флорентийской школы, один из изобретателей прямой линейной перспективы.

## Биография
Паоло был сыном хирурга и цирюльника Доно ди Паоло ди Пратовеккьо, флорентийского гражданина с 1373 года, и Антонии ди Джованни ди Кастелло дель Беккуто. Отец принадлежал к богатой семье Дони из Пратовеккьо, которая между XIV и XV веками дала восемь приоров, но флорентийское гражданство получил лишь в 1373 году. Мать художника происходила из знатной и богатой флорентийской семьи, которая жила недалеко от церкви Санта-Мария-Маджоре во Флоренции, в которой с её именем были связаны три капеллы.
По свидетельству Джорджо Вазари, художника прозвали «Паоло Уччелло», потому что он «всегда держал у себя дома написанные им изображения птиц, кошек, собак, а также всякого рода странных животных, каких он только мог зарисовать, будучи слишком бедным, чтобы содержать животных, а так как больше всего он любил птиц, его и прозвали Паоло Уччелло» (итал. Uccello — Птица).
В возрасте всего десяти лет, с 1407 по 1414 год, он вместе с Донателло и другими работал в мастерской скульптора и бронзолитейщика Лоренцо Гиберти, помогая мастеру в работе над рельефами северной двери Флорентийского баптистерия (1401—1424). Для живописцев того времени было обычным делом проходить обучение вместе со скульпторами или ювелирами, поскольку там они могли получить все необходимые технические навыки. Несмотря на то, что Уччелло учился в мастерской скульптора, ни одна из его собственных работ — статуй или барельефов — не известна.
В 1414 году Паоло Уччелло вступил в Братство Святого Луки (Compagnia di San Luca), а 15 октября следующего года в цех медиков, аптекарей и парфюмеров (all’Arte dei Medici e Speziali), к которому принадлежал и его отец, и в который традиционно также входили профессиональные живописцы. Период жизни его между 1415 и 1425 годами изучен слабо, по словам Вазари, он начинал с фресок, из числа которых известна «Мадонна с младенцем», хранящаяся во флорентийском музее Сан-Марко.
Между 1425 и 1431 годами Паоло Уччелло жил в Венеции. Именно в эти годы Мазаччо расписал фресками Капеллу Бранкаччи во Флоренции, эта работа оказала огромное влияние на молодых флорентийских художников. Летом 1430 года Уччелло посетил Рим вместе с Гиберти, Донателло и Мазолино да Паникале. В 1431 году он вернулся в родной город, где нашёл своих юных коллег по мастерской Гиберти, уже начавших свою карьеру, таких как Донателло и Лука делла Роббиа, и двух монахов, осведомленных о масштабах достижений Мазаччо: Фра Беато Анджелико и Филиппо Липпи. С Донателло Уччелло остался дружен на всю жизнь.
В 1434 году Паоло купил во Флоренции дом, в котором он прожил остаток своей жизни и который находился на улице Виа делла Скала, в приходе Санта-Люсия, недалеко от церкви Санта-Мария-Новелла. Около 1450 года он женился на семнадцатилетней Томмасе ди Бендетто Малифичи, которая в 1451 году родила ему сына Донато (названного в честь Донателло), а три года спустя, в 1456-м, дочь Антонию. Антония Уччелло (1456—1491), монахиня-кармелитка, была известна своими живописными способностями, но от её работ не осталось никаких следов. Тем не менее Антонию считают первой флорентийской женщиной-художницей, упомянутой в письменных источниках.
В преклонном возрасте Паоло Уччелло был приглашён герцогом Федерико да Монтефельтро в Урбино, где он участвовал в оформлении Палаццо Дукале (1465—1468). Между концом октября и началом ноября 1468 года Паоло вернулся во Флоренцию, одряхлевшим и неспособным к работе. В земельной книге 1469 года сохранилась его собственноручная запись: «Я стар и не могу работать, и жена моя больна». 11 ноября 1475 года он составил завещание, а 10 декабря 1475 года умер. Похоронен в церкви Санто-Спирито 12 декабря.

## Творчество
В мастерской Гиберти Паоло Уччелло усвоил вкус позднего готического искусства: стиля интернациональной готики: духа куртуазности, изысканности форм, натурализма, внимания к мельчайшим деталям, декоративной обработке поверхности. Эта особенность делает Паоло Уччелло пограничной фигурой между двумя эпохами и основными художественными направлениями XV века: готикой и Ренессансом.
Джорджо Вазари писал об Уччелло как о «самом привлекательном и самом своевольном таланте» и далее весьма критично замечал, что если бы он потрудился над живописью столько же, «сколько он положил трудов и потратил времени на вещи связанные с перспективой, которые сами по себе и хитроумны и прекрасны, однако всякий, кто занимается ими, не зная меры, тот тратит время, изнуряет свою природу, а талант свой загромождает трудностями и… превращает его в бесплодный и трудный и приобретает манеру сухую и изобилующую контурами».
Паоло Уччелло, по его собственному признанию, за геометрическими штудиями «проводил дни и ночи». Его девиз: «О сладчайшая перспектива!». Вопреки мнению Вазари, следует заключить, что «в поисках способов передачи глубины изобразительного пространства на плоскости» Уччелло создал «уникальный стиль „графичной живописи“, основанный на перекрывании плоскостных планов, „заходов форм“, тончайшей, музыкальной пластики линий и цветовых нюансов, унаследованных от готики… Стиль Уччелло — сказочность цвета и фантастическая игра перспективных построений». Его картины характеризуют уплощённость форм, локальность тональных отношений и символизм цвета.
Писатель-символист Марсель Швоб в сборнике новелл «Воображаемые жизни» (Vies imaginaires, 1896) писал о художнике:

 Паоло Уччелло — чудесное геральдическое видение, турнир в серебре с чернью… Уччелло рисовал синие поля и красные города, рыцарей в чёрных доспехах, на лошадях из чёрного дерева и с огневеющими ноздрями, и копья, подобные лучам солнца… Он постоянно занимался архитектурой, но вовсе не для того, чтобы строить… он думал, что можно упростить все линии до единой идеальной формы. Он хотел познать мир так, как он отражается в глазу Господа, который видит все фигуры лучащимися из единого центра
В 1435—1436 годах Уччелло расписывал капеллу Вознесения Девы Марии собора в Прато. Фрески остались незавершёнными, поскольку он был вызван во Флоренцию и участвовал в решении конструктивных проблем, связанных с возведением купола собора Санта-Мария-дель-Фьоре, присутствовал на торжественном освящении собора в 1436 году папой Евгением IV.
В 1436 году Уччелло написал на стене нефа в интерьере собора фреску, искусно имитирующую средствами почти монохромной росписи с эффектами кьяроскуро скульптуру «кавалло» — воображаемого конного монумента английскому кондотьеру (наёмнику) Джованни Акуто (Джону Хоквуду). Вторая композиция, изображающая кондотьера Никколо да Толентино, выполнена Андреа дель Кастаньо (1456). Уччелло свободно соединил в своей композиции две разные системы перспективы: одну для коня и всадника (представленных в чистом профиле, как бы на уровне глаз зрителя), другую для постамента (при точке зрения снизу), вероятно пытаясь избежать перспективных искажений в изображении самой статуи, и, одновременно, придать бо́льшую монументальность целому.
Фрески из истории святого Бенедикта в церкви Санта-Мария-дельи-Анджели восходят к тому же периоду, но они не сохранились. С 1425 по 1430 год Уччелло выполнял мозаики для фасада собора Сан Марко в Венеции (не сохранились). До середины 1440-х годов художник работал над циклом фресок в «Кьостро Верде» церкви Санта-Мария-Новелла на сюжеты из Ветхого Завета (сохранились частично).
В 1456 году по заказу герцога Козимо Медичи Старого Паоло Уччелло приступил к украшению дворца, построенного Микелоццо ди Бартоломео, впоследствии — Палаццо Медичи-Риккарди. Там Уччелло написал три своих знаменитых «битвы»: серию из трёх картин на тему «Битва при Сан Романо», в которых изобразил эпизоды битвы при Сан-Романо (1432), в которой флорентийцы одержали победу над войсками Сиены: «Атака Никколо да Толентино», «Поражение Бернардино делла Карда», «Атака Микелетто да Котиньола».
Вначале это был единый фриз длиной в 9,5 м, помещённый высоко на стене одной из комнат Палаццо Медичи. В инвентаре 1492 года картины упоминаются как часть убранства спальни Лоренцо Великолепного (на других стенах которой находились три другие картины кисти того же художника совместно с Пезеллино — "Схватка львов и драконов, «Суд Париса» и «Охотничья сцена»; а ниже были размещены шпалеры со сходными рыцарскими и охотничьими мотивами). Этот ансамбль напоминал по сюжетам и стилю декоративное убранство североитальянских замков. В настоящий момент «Битва при Сан-Романо» — три картины, разделённые по разным музеям Европы (Лондонская Национальная галерея, Уффици, парижский Лувр).
В 1443 году Паоло Уччелло написал циферблат больших часов «hora italica» с образами четырёх евангелистов на контрфасаде интерьера Флорентийского собора, а также создал рисунки для двух витражей. В период 1447—1454 годов писал фрески с историями святых-отшельников в монастыре Сан-Миниато-аль-Монте (сохранились фрагментарно).
В 1465 году Уччелло написал по заказу Лоренцо ди Маттео Морелли шпалерное панно с изображением Святого Георгия и дракона. Профильные портреты в искусстве флорентийской школы, некоторые из которых атрибутируются Уччелло, вызывают дискуссии, и об их авторстве судить сложно.

## Галерея
- Деталь фрески свода Капеллы Вознесения Девы Марии собора в Прато. 1435—1436
- Сотворение Адама, Евы и первородный грех. Фреска Кьостро-Верде (Зелёного клуатра) монастыря Санта-Мария-Новелла, Флоренция. 1420
- Рождество (приписывается). Ок. 1450. Дерево, темпера, золочение. Лондонская национальная галерея
- Надгробный памятник Джону Хоквуду. 1436. Фреска. Собор Санта-Мария-дель-Фьоре, Флоренция
- Мадонна с Младенцем. 1445. Дерево, темпера, золочение. Музей искусств Северной Каролины, США
- Распятие. 1460. Дерево, темпера. Музей Тиссена-Борнемисы, Мадрид
- Битва при Сан-Романо. Атака Никколо да Толентино. 1438—1440. Дерево, темпера. Лондонская национальная галерея
- Битва при Сан-Романо. Поражение Бернардино делла Карда. 1436—1440. Дерево, темпера. Уффици, Флоренция
- Битва при Сан-Романо. Атака Микелетто да Котиньола. 1438. Дерево, темпера. Лувр, Париж
- Битва Святого Георгия с драконом. 1430—1435. Дерево, темпера. Музей Жакмар-Андре, Париж
- Битва Святого Георгия с драконом. 1465. Холст, масло. Лондонская национальная галерея
- Портрет Маттео Оливьери. 1430-е. Холст, переведено с дерева, темпера, масло. Национальная галерея искусства, Вашингтон
- Портрет молодой женщины. 1460-е гг. Дерево, масло. Музей Изабеллы Стюарт Гарднер, Бостон
- Охота в лесу. 1470-е. Дерево, темпера, масло, золочение Музей Эшмола, Оксфорд, Англия